# Deutscher Sportausschuß
Von 1948 bis 1957 war der Deutsche Sportausschuß die Dachorganisation des Sports in der Sowjetischen Besatzungszone (SBZ) bzw. Deutschen Demokratischen Republik (DDR).
Gemeinsame Träger waren die Jugendorganisation Freie Deutsche Jugend (FDJ) und der Gewerkschaftsverband Freier Deutscher Gewerkschaftsbund (FDGB).

## Vorgeschichte
1945 wurden durch die Besatzungsmächte die bestehenden Sportvereine aufgelöst. Die Sowjetische Militäradministration in Deutschland (SMAD) als Militärregierung der sowjetischen Besatzungsmacht ließ in ihrer Besatzungszone zunächst nur kommunale Sportgruppen zu. Jegliche Wiederzulassung bzw. Neugründung von unabhängigen Sportvereinen blieb in der Sowjetischen Besatzungszone zunächst verboten. Bis zum Mai 1948 kam schrittweise der gesamte Sportbetrieb in der Sowjetischen Besatzungszone mit Ausnahme Berlins unter den Einfluss der am 7. März 1946 gegründeten Jugendorganisation Freie Deutsche Jugend.

## Gründung
Am 1. Oktober 1948 gründeten der Freie Deutsche Gewerkschaftsbund und die Freie Deutsche Jugend gemeinsam am Berliner Sitz des FDJ-Zentralrates den „Deutschen Sportausschuß“. Die Gründungsurkunde wurde vom Vorsitzenden des FDGB Hans Jendretzky und dem Vorsitzenden der FDJ Erich Honecker unterzeichnet.

## Organisation
Der Ausschuss stellte für den gesamten organisierten Sport in der Sowjetischen Besatzungszone mit Ausnahme Berlins die einheitliche Führungsstruktur. Als zentralistische Sportstruktur orientierte er sich weitgehend am sowjetischen Modell. Eigenständige Sportverbände existierten zunächst nicht. Der Sportausschuss, der ein eigenes Sekretariat mit hauptamtlichen Mitarbeitern erhielt, war der FDJ gegenüber berichtspflichtig und musste ihr die eigenen Beschlüsse vorlegen. Er war in fünf Landessportausschüsse untergliedert und unterhielt für die anerkannten Sportdisziplinen, wie Fußball, Handball, Leichtathletik, Schwerathletik, Turnen, Schwimmen oder Radsport, einzelne Abteilungen bzw. Sektionen die für ihre Sportarten den Wettkampfbetrieb organisierten. 1949 waren bereits 542.000 Mitglieder im Sportausschuss organisiert. Erster Leiter des Deutschen Sportausschusses war Waldemar Borde (1948–1949). Ihm folgten Ernst Horn (1949–1951), Fred Müller (1951–1952) und Rudi Reichert (1952–1957).

## Aktivitäten
Der Sportausschuss förderte von Beginn an die Umstrukturierung „auf Produktionsbasis“. Am 3. April 1950 fasste er den Beschluss zur Einrichtung zentraler Sportvereinigungen in Anlehnung an die Struktur des FDGB. In der Folge entstanden Sportvereinigungen für alle wirtschaftlichen und verwaltungsmäßigen Bereiche, zum Beispiel SV Aktivist für den Bergbau bis SV Wissenschaft für das Hochschulwesen. Ihnen wurden die bestehenden und die neu entstehenden Betriebssportgemeinschaften (BSG) zugeordnet, die den Namen der Sportvereinigung übernahmen, beispielsweise BSG Aktivist Brieske-Ost oder BSG Wissenschaft Quedlinburg. Damit war das Ende der Kommunalen Sportgruppen im Wesentlichen eingeläutet. Zu den massenwirksamsten Aktivitäten des Deutschen Sportausschusses gehörte 1949 die Gründung der Fußballoberliga als höchste Spielklasse in der Sowjetischen Besatzungszone und später in der DDR.

## Auflösung
Schon Anfang der 1950er wurde Kritik am Sportausschuss laut, der angeblich nicht genügend ideologische Arbeit leistete. Daraus zog das Politbüro der SED im April 1952 die Konsequenz, ein staatliches Komitee für Körperkultur und Sport zu schaffen, das schließlich am 24. Juli 1952 ins Leben gerufen und zur obersten staatlichen Instanz auf dem Gebiet der Körperkultur und des Sports erhoben wurde. Der Deutsche Sportausschuss wurde aus politischen Gründen vorläufig beibehalten, er sollte weiterhin die Sportbeziehungen zur Bundesrepublik pflegen, die mit den Oberweseler Beschlüssen in eine Krise geraten waren. Im Zusammenhang mit der Gründung des Deutschen Turn- und Sportbundes (DTSB) am 27./28. April 1957 wurde der Deutsche Sportausschuss schließlich zusammen mit den Sportvereinigungen aufgelöst.